# Гадичево
Гадичево (біл. Гадзічава) — село в Марковицькій сільраді Гомельського району Гомельської області Білорусі.

## Географія

### Розташування
У 41 км на південний схід від Гомеля, 4 км від залізничної станції Кравцовка (на лінії Гомель — Чернігів).

## Гідрографія
На річці Биковка (притока річки Немильня).

## Транспортна мережа
Автомобільна дорога Будище — Гомель. 
Планування складається з прямолінійною широтною вулицею, в центрі якої господарські та громадські будівлі. 
Забудова двостороння, дерев'яна, садибного типу.

## Історія

### Прадавні часи
Виявлене археологами поселення культури типу верхнього шару банцеровсько-тушемлінської культури і епохи Київської Русі (у 2,5 км на захід від села) свідчать про заселення цих місць з давніх часів. 

### У складі Великого князівства Литовського
За письмовими джерелами відоме з XVIII століття як село в Гомельському старостві Речицького повіту Мінського воєводства Великого князівства Литовського. 
У 1770 році — 122 двору.

### У складі Російської імперії
Після Першого поділу Речі Посполитої (1772) в Російській імперії. 
З 1775 року в складі маєтку графа Петра Олександровича Рум'янцева-Задунайського, а потім графа Івана Федоровича Паскевича, в Марковицькій волості Білицького повіту. У 1816 році — 192 чоловічих, 170 жіночих селянських душ. З 1852 року — у складі Гомельського повіту. У 1834 році в Миколаївській економії Гомельського маєтку. 
У першій половині XIX століття в центрі села побудована цегляна церква Св. Катерини з елементами класицизму (зараз пам'ятник архітектури). Автор проєкту — англійський архітектор Джон Кларк. У 1882 році — 178 дворів, 905 жителів, в Марковицькій волості Гомельського повіту, крім землеробства селяни займалися слюсарним і столярним ремеслом. У 1886 році працював вітряк. Згідно з переписом 1897 року розташовувалися церква, школа грамоти, лавка, трактир.
У 1909 році — 3026 десятин землі, школа (будівля побудована в 1912 році), православна церква, млин.

### У складі БРСР (СРСР)
З 8 грудня 1926 року по 30 грудня 1927 року — центр Гадичевської сільради Носовицького, з 4 серпня 1927 року Тереховського районів Гомельського округу. У 1930 році організований колгосп, працювали цегельний завод (88 робітників), 3 вітряки. 

#### Німецько-радянська війна
Під час німецько-радянської війни загинули 120 жителів. 

#### Післявоєнні роки
В пам'ять про загиблих на війні в 1957 році в центрі села встановлено обеліск.
У 1959 році — в складі колгоспу «Червоний стяг» (центр — село Марковичі).

### Чисельність
- 2004 — 93 господарства, 187 жителів.